# Callipelta punctata
Callipelta punctata är en svampdjursart som beskrevs av Claude Lévi 1983. Callipelta punctata ingår i släktet Callipelta och familjen Neopeltidae.
Artens utbredningsområde är havet kring Nya Kaledonien. Inga underarter finns listade i Catalogue of Life.